# Oswaldia minor
Oswaldia minor là một loài ruồi trong họ Tachinidae.